# Canton de Sainte-Rose-2
Le canton de Sainte-Rose-2 est  un canton français situé dans le département et région de la Guadeloupe.

## Histoire
Un nouveau découpage territorial de la Guadeloupe entre en vigueur à l'occasion des premières élections départementales suivant le décret du 24 février 2014. Les conseillers départementaux sont, à compter de ces élections, élus au scrutin majoritaire binominal mixte. Les électeurs de chaque canton élisent au Conseil départemental, nouvelle appellation du Conseil général, deux membres de sexe différent, qui se présentent en binôme de candidats. Les conseillers départementaux sont élus pour 6 ans au scrutin binominal majoritaire à deux tours, l'accès au second tour nécessitant 12,5 % des inscrits au 1er tour. En outre la totalité des conseillers départementaux est renouvelée. Ce nouveau mode de scrutin nécessite un redécoupage des cantons dont le nombre est divisé par deux avec arrondi à l'unité impaire supérieure si ce nombre n'est pas entier impair, assorti de conditions de seuils minimaux. Dans la Guadeloupe, le nombre de cantons passe ainsi de 40 à 21. Le canton de Saint-Rose-2 est réduite par ce décret passant de 1 commune + 1 fraction à 1 fraction de commune.

## Représentation

### Représentation avant 2015
| Période                                                 | Période | Identité            | Étiquette | Qualité |
| ------------------------------------------------------- | ------- | ------------------- | --------- | --- |
| 1958                                                    | 1964    | Félix Aladin Flémin | PCG       | Fonctionnaire |
| 1964                                                    | 1970    | Audelon Bethsy      |           | Maire de Deshaies |
| 1970                                                    | 1982    | Félix Aladin Flémin | PCG       | Fonctionnaire, maire de Deshaies (1965-1995), suppléant du sénateur Marcel Gargar                                              |
| 1982                                                    | 1988    | Colette Barré       | app. RPR  | |
| 1988                                                    | 2001    | Félix Flémin        | PCG       | Fonctionnaire, maire de Deshaies                                                                                               |
| 2001                                                    | 2007    | Jeanny Marc         | app. GUSR | Retraitée de l'enseignement Maire de Deshaies (depuis 1995) Députée (2007-2012) Vice-présidente du conseil général (2001-2007) |
| 2007                                                    | 2015    | Max Mathiasin       | FGPS      | Conseiller municipal de Deshaies                                                                                               |
| Les données antérieures ne sont pas encore mentionnées. |         |                     |           | |

### Représentation depuis 2015
| Période élective | Période élective | Mandat | Mandat   | Identité                 | Nuance | Nuance | Qualité                                                                              |
| ---------------- | ---------------- | ------ | -------- | ------------------------ | ------ | ------ | ------------------------------------------------------------------------------------ |
| 2015             | 2021             | 2015   | 2021     | Claudine Bajazet         |        | DVG    | Enseignante Maire de Sainte-Rose (depuis 2014) Conseillère régionale (2010-2015)     |
| 2015             | 2021             | 2015   | 2021     | Clodomir Bajazet         |        | DVG    | Enseignant retraité Maire de Sainte-Rose (1995-2001) Conseiller régional (1998-2003) |
| 2021             | 2028             | 2021   | en cours | Isabelle Jomie-Amireille |        | DVG    | Cadre de la fonction publique, conseillère municipale GUSR de Sainte-Rose            |
| 2021             | 2028             | 2021   | en cours | Adrien Baron             |        | PS     | Chef d'entreprise, conseiller municipal de Sainte-Rose                               |

À l'issue du 1er tour des élections départementales de 2015, deux binômes sont en ballotage : Claudine Bajazet et Clodomir Bajazet (PS, 46,13 %) et Jocelyne Heron et Fauvert Savan (Divers, 29,18 %). Le taux de participation est de 43,08 % (5 278 votants sur 12 253 inscrits) contre 44,45 % au niveau départemental et 50,17 % au niveau national.
Au second tour, Claudine Bajazet et Clodomir Bajazet (PS) sont élus avec 50,90 % des suffrages exprimés et un taux de participation de 52,06 % (3 026 voix pour 6 379 votants pour 12 253 inscrits).

## Composition

### Composition avant 2015
Le canton de Sainte-Rose-2 comprenait :
- Sainte-Rose, fraction de commune
- Deshaies

### Composition depuis 2015
| Nom                                 | Code Insee | Intercommunalité       | Superficie (km2) | Population (dernière pop. légale)                | Densité (hab./km2) | Modifier                                    |
| ----------------------------------- | ---------- | ---------------------- | ---------------- | ------------------------------------------------ | ------------------ | ------------------------------------------- |
| Sainte-Rose (bureau centralisateur) | 97129      | CA du Nord Basse-Terre | 118,60           | Fraction : 14 666 (2022) Commune : 17 494 (2022) | 148                | modifier les données · modifier les données |
| Canton de Sainte-Rose-2             | 97119      |                        |                  | 14 666 (2022)                                    |                    | modifier les données                        |

Le canton de Sainte-Rose-2 comprend la partie de la commune de Sainte-Rose non incluse dans le canton de Sainte-Rose-1, soit celle située à l'est d'une ligne définie par l'axe des voies et limites suivantes : depuis le point du littoral à proximité du lieu-dit Plessis-Nogent le plus proche de la route nationale 2, ligne droite reliant ce point au chemin de Davidson (direction Sud-Ouest), chemin de Davidon (inclus) et son prolongement en ligne droite, parallèlement au chemin de Solitude (direction Sud-Ouest), jusqu'à la limite territoriale des communes de Deshaies et de Pointe-Noire.

## Démographie
En 2022, le canton comptait 14 666 habitants, en évolution de −9,92 % par rapport à 2016 (Guadeloupe : −2,67 %, France hors Mayotte : +2,11 %).
| 2013   | 2018   | 2022   |
| ------ | ------ | ------ |
| 16 818 | 15 634 | 14 666 |